# Peperomia tetrica
Peperomia tetrica är en pepparväxtart som beskrevs av William Trelease. Peperomia tetrica ingår i släktet peperomior, och familjen pepparväxter. Inga underarter finns listade i Catalogue of Life.